# La Tour-en-Maurienne
La Tour-en-Maurienne é uma comuna francesa na região administrativa de Auvérnia-Ródano-Alpes, no departamento da Saboia. Estende-se por uma área de 40.96 km². Em 2010 a comuna tinha 1 103 habitantes (densidade: 26,9 hab./km²).
Foi criada em 1 de janeiro de 2019, após a fusão das antigas comunas de Hermillon (sede da comuna), Le Châtel e Pontamafrey-Montpascal.